# Еліс Адамс (фільм)
«Еліс Адамс» (англ. Alice Adams) — американська драма режисера Роуленда В. Лі 1923 року.

## У ролях
- Флоренс Відор — Еліс Адамс
- Клод Джиллінгуотер — Вірджил Адамс
- Гарольд Гудвін — Волтер Адамс
- Маргарет Маквейд — місіс Адамс
- Том Рікеттс — Дж. А. Лемб
- Маргарет Лендіс — Генрієтта Лемб
- Гертруда Естор — Мілдред Палмер
- Вернон Стіл — Артур Рассел